# Grobya guieselii
Grobya guieselii là một loài thực vật có hoa trong họ Lan. Loài này được F.Barros & Lourenço mô tả khoa học đầu tiên năm 2004.